# Pariah's Child
Pariah's Child è l'ottavo album del gruppo musicale finlandese Sonata Arctica, pubblicato il 28 marzo 2014 dalla Nuclear Blast.

## Tracce
Testi e musiche di Tony Kakko, arrangiamenti dei Sonata Arctica.
1. The Wolves Die Young – 4:13
2. Running Lights – 4:26
3. Take One Breath – 4:19
4. Cloud Factory – 4:17
5. Blood – 5:54
6. What Did You Do In The War, Dad? – 5:13
7. Half A Marathon Man – 5:43
8. X Marks The Spot – 5:20
9. Love – 3:50
10. Larger Than Life – 9:57

Traccia bonus nell'edizione giapponese
1. No Pain – 5:26

## Classifiche
| Classifica (2014) | Posizione massima |
| ----------------- | ----------------- |
| Finlandia         | 1                 |